# Chris Walker (postava)
Chris Walker (1977–2013) je fiktivní postava z herní série Outlast, kterou v angličtině namluvil Chimwemwe Miller. Byl vojenským policistou a vojákem armády Spojených států. V poměru na svou velikost má neuvěřitelné atletické schopnosti, dokáže běhat stejně rychle jako Miles (protagonista). Má také dobrou inteligenci pro odhalování vetřelců pomocí sluchu, a to i ve tmě. Objevil se ve videohře Outlast a jejím stahovatelném obsahu Outlast: Whistleblower.

## Historie
Narodil se v roce 1977. Zúčastnil se války v Afghánistánu, kde byl několikrát mučen. V roce 2008 pracoval jako hlídač bezpečnostních kamer na psychiatrické klinice, dokud dva členové Murkoff Corporation nevyslechli Walkera, aby zjistili, jak je to s bezpečností na místě. Ten jim poté ukázal aktivity pacientů a vyprávěl jim, jak sledoval každé terapeutické sezení, aby se ujistil, že je místo bezpečné. Také vypráví, jak byl hrdý na to, že jednou zachránil lékaře před útokem pacienta známého jako Omar Abdul Malik. Nakonec Walker odpálí bezpečnostní místnost s kamerovým systémem a začne záhadně stínat hlavy lidí, aby je ukládal na policích a ve skříních ve svém domě. Stejní agenti, kteří mluvili s Walkerem v bezpečnostní místnosti, jdou do jeho domu s podezřením, že bezpečnostní kamery byly zničeny. Tam si uvědomí vraždy a najdou pokoj s Walkerovým vycpaným prasetem. Chris je najde v obývacím pokoji a jeho jediná slova jsou „Little Pig!“ a zaútočí na ně. Přestože je Chris postřelen do obličeje, v násilných útocích na korporaci pokračuje. Walker je tedy převezen do Mount Massive Asylum v Coloradu, kde se o něj starají a léčí ho.

## Verze
V prvních verzích hry Outlast měl být Chris Walker podvyživeným pacientem se švy po celém těle. Vývojáři se však rozhodli vytvořit postavu s jedinečnými fyzickými vlastnostmi. Přetvořili ho tedy tak, aby vypadal spíše jako voják americké armády. Aby však nevypadal děsivě, zmenšili mu svaly a ztloustl.
První výzkum byl na něm proveden 28. ledna 2011. Měl vážné problémy se sebepoškozováním, dokonce si odstranil čelo, protože tvrdil, že má třetí oko, a také věřil, že mu to zlepšuje noční vidění. Stejně jako ostatní pacienti i Walker podstoupil nelegální nacistické experimenty, díky nimž se proměnil ve zrůdu. Vzhledem ke vzpouře, ke které v psychiatrické léčebně dojde, se stal jedním z pacientů, kteří zabili nejvíce lékařů a agentů Murkoff Corporation, a dokonce má na rukou spoustu jejich krve. Ve hře se poprvé objeví ve 2. patře administrativního bloku, kde nakonec prohodí Milese skrz sklo. Kvůli tomu Walker během hry přezdívá Milesovi „Little Pig“. Během několika částí Milese pronásleduje, s výjimkou míst, do kterých se nemůže dostat, ale nechytí ho. O něco později se Walkerovi v podzemní laboratoři konečně podaří Milese chytit a odhodit ho ke zdi, ale zastaví ho Walrider, jenž ho brutálně usmrtí protažením skrz ventilační šachtu.